# Branislav Bimbašić
Branislav Bimbašić (1934. – 2. veljače 2019.), hrvatski tiskovni, radijski i televizijski novinar, snimatelj i urednik

## Životopis
Rođen 1934. godine. Novinarsku karijeru započeo 1962. godine. Prvo je pisao u Novom listu i Glasu Istre. Sljedeće je godine na Radio-televiziji Zagreb na Radio Puli, od 1965. u TV studiju Pula, od 1986. do umirovljenja 1992. urednik TV studija u Puli i Rijeci. Dok je radio kao televizijski novinar naučio je tehniku rada podvodnom kamerom. Za hrvatsku maritimnu kulturu i novinarstvu zaslužan po pokretanju jedne od najdugovječnijih i najgledanijih emisija HTV-a More, ljudi i obale (danas More) 1982. godine, čiji je bio prvi urednik. Upamćen po reportažama s otvaranja Krčkog mosta i Tunela Učka.

## Priznanja
Novinar godine u izboru Hrvatskoga novinarskog društva 1989. godine.